# Georges de Plinval
Georges Lefebvre de Plinval, né le 19 avril 1891 à Cherbourg et mort le 23 mars 1973 à Fribourg, est un homme de lettres, historien et latiniste français.

## Biographie
Fils de Léon Charles Emmanuel et d'Albertine Marie Eulalie Tassel, Georges de Plinval étudie à Caen à partir de 1912. Dès 1916, il enseigne à Argentan, puis à Compiègne. En 1921, il obtient son diplôme de professeur de lycée.
De 1921 à 1929, Georges de Plinval est professeur au Prytanée national militaire de La Flèche. De 1929 à 1937, il enseigne dans différents lycées parisiens, tout en occupant un poste de maître de conférences d'histoire et de littérature française à la Sorbonne de 1931 à 1935, année où il obtient le titre de privat-docent. 
En 1938, il est nommé professeur extraordinaire de philologie classique à l'Université de Fribourg, titre transformé en professeur ordinaire dès 1943. Il occupe ce poste jusqu'en 1963.

## Distinctions
- Prix Hercule-Catenacci (1950)[2].

## Publications
- Georges de Plinval, Précis d'histoire de la littérature française : rédigé conformément aux programmes officiels de l'enseignement secondaire, Paris, Hachette, 1925.
- Georges de Plinval, L'Eglise éducatrice des peuples barbares, Fribourg, LUF Librairie de l'Université, 1942.
- Georges de Plinval, Pélage, ses écrits, sa vie et sa réforme : étude d'histoire littéraire et religieuse, Lausanne ; Genève, Payot, 1943.
- Georges de Plinval et Romain Pittet, Histoire illustrée de l'Église, Genève, Ed. de l'Echo illustré, 1946-1948.
- Georges de Plinval, Essai sur le style et la langue de Pélage, Fribourg, LUF Librairie de l'Université, 1947.
- Georges de Plinval, Pour connaître la pensée de saint Augustin, Paris, Bordas, 1954.
- Georges de Plinval, Histoire de la littérature française, Paris, Hachette, 1978 (ISBN 9782010045066).